# São Sebastião do Caí
São Sebastião  do Caí este un oraș în Rio Grande do Sul (RS), Brazilia.